# Edward Everett Hayden

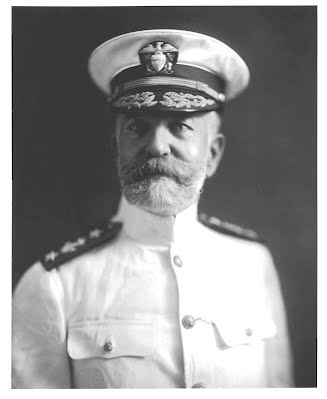
Edward Everett Hayden

Edward Everett Hayden (* 14. April 1858 in Boston, Massachusetts; † 17. November 1932 in Baltimore, Maryland) war ein US-amerikanischer Marineoffizier und Meteorologe sowie 1888 Mitbegründer der National Geographic Society.

## Leben und Wirken
Nach der Schulausbildung trat Hayden 17-jährig im Jahr 1875 als Kadett in die United States Naval Academy ein. Nach Abschluss des Studiums wurde er 1879 als junger Offizier zunächst auf die USS Kearsarge und 1881 auf die USS New Hampshire versetzt. Ein Jahr später heiratete Hayden die Tochter des Bürgerkriegsgenerals Joseph Jones Reynolds, Kate Reynolds.
Hayden arbeitete in der Marine vor allem als Wissenschaftler. Neben seinen militärischen Aufgaben beschäftigte er sich vor allem mit Zeitmessung, Hydrologie und Meteorologie. Zu diesen Themen veröffentlichte er zahlreiche Beiträge und Artikel, besonders in Bezug auf die die USA regelmäßig heimsuchenden Hurrikans. Wegen seiner wissenschaftlichen Arbeit wurde Hayden 1883 an das Smithsonian Institute und in den United States Geological Survey sowie 1884 an das Harvard College Observatory in Cambridge berufen.
Während einer Expedition in Oregon für den United States Geological Survey verunglückte Hayden. Beim Bergsteigen stürzte er ab und verletzte sich schwer. Als Folge des Unfalls musste ihm ein Bein amputiert werden. Auf Grund seiner Invalidität war er für die Marine nicht mehr diensttauglich und wurde 1885 in den Ruhestand verabschiedet.
Nach seiner Genesung arbeitete er weiter als ziviler Wissenschaftler, meist im Auftrag der US Navy. Von 1885 bis 1886 war er als Geologe beim United States Geological Survey eingesetzt. Von 1887 bis 1893 war er als Marine-Meteorologe und Herausgeber der Lotsen-Seekarten beim United States Hydrographic Office in Washington, D.C. tätig. Am 13. Januar 1888 gehörte Hayden zu den Mitbegründern der National Geographic Society, deren Sekretär er von 1895 bis 1897 war. 1898 wurde Hayden an das United States Naval Observatory in Mare Island (Kalifornien) und 1899 an das United States Hydrographic Office in Manila (Philippinen) entsandt, bevor er 1900 nach Washington zurückkehrte, diesmal an das Office of Naval Intelligence.
Im Jahre 1901 verabschiedete der US-Kongress ein Gesetz, das es Invaliden und Versehrten erlaubte, im Dienst der Streitkräfte zu verbleiben bzw. reaktiviert zu werden. Allerdings blieben Marineangehörige vom Dienst auf Schiffen ausgeschlossen. Hayden nutzte diese Möglichkeit und ließ sich im Rang eines Lieutenant in die US Navy reaktivieren. Kurze Zeit später wurde er zum Lieutenant Commander befördert. Von 1902 und 1910 war er im United States Naval Observatory in Washington für Zeitmessung und Chronometer zuständig. Während dieser Zeit nahm er 1905 an der US-amerikanischen Eclipse-Expedition in Spanien teil.
1910 wurde E.E. Hayden zum Captain befördert und zum Kommandeur des 7. Flotten-Bezirks und der Marine-Station Key West (Florida) ernannt. In den Jahren 1911 und 1912 war er einige Monate an das United States Naval Home in Philadelphia (Pennsylvania) abkommandiert. Letzte militärische Station war von 1915 bis 1921 das Marinekriegsgericht in Portsmouth (Virginia).
Im Jahr 1921 wurde Edward Everett Hayden im Rang eines Konteradmirals mit 63 Jahren in den Ruhestand verabschiedet. Im gleichen Jahr kehrte er mit seiner Frau nach Washington zurück. Er führte seine wissenschaftlichen Arbeiten weiter und unternahm zahlreiche Reisen, die ihn vor allem nach Europa führten. Im Oktober/November 1932 erkrankte Hayden. Am 17. November 1932 starb er im Alter von 74 Jahren an den Folgen seiner Erkrankung im Johns Hopkins Hospital in Baltimore. Wegen seiner Verdienste für Navy und Wissenschaft wurde Hayden mit militärischen Ehren auf dem Nationalfriedhof Arlington beigesetzt.

## Familie
E.E. Hayden war seit 1882 mit Kate Reynolds verheiratet. Das Paar hatte fünf Kinder. Kate Reynolds Hayden wurde am 24. März 1859 als Tochter des Bürgerkriegsgenerals Joseph Jones Reynolds und dessen Ehefrau Mary Elizabeth Bainbridge in Lafayette (Indiana) geboren. Sie starb im Alter von fast 92 Jahren am 11. März 1951 und wurde an der Seite ihres Mannes ebenfalls in Arlington beigesetzt.

## Nachlass
Korrespondenzen, Publikationen, wissenschaftliche Arbeiten, Dokumente, offizielle Papiere und Fotos von E.E. Hayden sind in großer Zahl vor allem in Archiven der Marine erhalten. Hayden hatte sich vor allem mit tropischen Wirbelstürmen beschäftigt und dieses Thema ausführlich beschrieben.
Auch als Erfinder hat sich Hayden einen Namen gemacht. Wegen seiner eigenen Behinderung als Beinamputierter entwickelte er z. B. Krücken, die das Gehen erleichtern sollten. Diese Erfindungen wie auch eine 1908 von ihm entwickelte automatische, elektrische Feueralarmanlage ließ er sich patentieren.

## Werke
- The Charleston Earthquake. Some further Observations. In: Science. NS Bd. 8 = Nr. 189, 17. September 1886, S. 246–248, doi:10.1126/science.ns-8.189.246.
- The Great Storm off the Atlantic Coast of the United States March 11–14, 1888 (= Hydrographic Office. United States. Navy. Nautical Monographs. Nr. 5, ZDB-ID 2138892-1). United States Government Printing Office, Washington DC 1888.
- Tropical Cyclones. In: United Service. A Monthly Review of Military and Naval Affairs. Bd. 1, 1889, S. 565 f.
- West Indian Hurricanes and the March Blizzard, 1888. Forest and Stream, New York NY 1889.
- The Modern Law of Storm. In: United Service. A Monthly Review of Military and Naval Affairs. March 1890.
- The Samoan Hurricane of March 1889. In: United States Naval Institute. Proceedings. Bd. 17, Nr. 2, 1891, ISSN 0041-798X, S. 283–295.
- Storms of the North Atlantic. In: The American Meteorological Journal. Bd. 10, 1893, ZDB-ID 426921-4, S. 377–378.
- The Law of Storms. Considered with special reference to the North Atlantic. In: The National Geographic Magazine. Bd. 2, Nr. 3, 1889, ISSN 0027-9358.
- Gedicht: O Mother Nature, An Evolutionist's Prayer.